# Der Pensionierte
Der Pensionierte ist ein Roman des Schweizer Autors Friedrich Dürrenmatt und wurde 1995 erstmals beim Diogenes Verlag mit dem Untertitel Fragment eines Kriminalromans veröffentlicht. Das Manuskript wurde von Dürrenmatt 1969 in Puerto Rico begonnen und mehrfach überarbeitet, blieb aber unvollendet. Der Pensionierte ist Dürrenmatts fünfter Kriminalroman.

## Inhalt
Der Protagonist des Romans, der Polizeihauptmann Gottlieb Höchstettler, der sich selbst aber nur als Kommissär bezeichnet, ähnelt stark der literarischen Figur des Kommissar Bärlach aus den Kriminalromanen Der Richter und sein Henker und Der Verdacht. Er ist aber nicht wie Bärlach Junggeselle, sondern gerade geschieden worden. Insgesamt war Höchstettler zwar siebenmal verheiratet, aber seine Frauen haben nie eine große Rolle in seinem Leben gespielt.
Der Roman sollte nach Dürrenmatts Worten ursprünglich davon handeln, „wie nach den ersten Tagen seiner Pensionierung ein bernischer Polizeikommissär alle seine Verbrecher aufsucht, die er im Verlauf seiner langen Tätigkeit aus Humanität und Wissen um das Ungenügen menschlicher Gerechtigkeit hatte entkommen lassen“. Im Fragment dagegen kommt es nur zu einem solchen Besuch bei einer Gruppe von Einbrechern. Allerdings begeht der Kommissär später zusammen mit den Kriminellen selbst einen Einbruch.
Ein zweiter Handlungsstrang befasst sich mit einem Politiker, den der Kommissär schätzt und dem ein Skandal droht. Der Kommissär hatte einst dessen strafbare homosexuelle Handlungen nicht aufgedeckt. Nach Dürrenmatts Vorstellungen sollten „noch ein Mord und ein Selbstmord vorkommen“. Der Selbstmord des Politikers wird am Ende des Fragments auch tatsächlich angedeutet. Die Verbindung der beiden Handlungsstränge findet dagegen im Fragment nicht mehr statt.

## Schluss
Der Schweizer Schriftsteller Urs Widmer schrieb im Auftrag der Zürcher Wochenzeitung Die Weltwoche einen möglichen Schluss des Romans. Anlass war der Vorabdruck des Romans in der Beilage der Weltwoche im Oktober und November 1995. Der Schluss wurde zusammen mit dem Roman 1997 beim Diogenes Verlag in Buchform veröffentlicht. Widmer lässt darin viele Jahre vergehen, in denen der Kommissär mit Clair, die er auch hatte entkommen lassen, glücklich wurde. Nach ihrem Tod verübt er mit denselben Kriminellen von damals wieder einen Einbruch und landet im Weinkeller des Schriftstellers Dürrenmatt. Am Ende sitzen Einbrecher, Polizisten und der Autor weinselig zusammen und sinnieren über Recht und Gerechtigkeit. Schließlich treten alle ins Freie, wo schon hell die Morgensonne scheint.

## Pressestimmen
„Der Pensionierte wirft neues Licht auf den Fall Dürrenmatt. Der Kommissär i. R. geht unerledigten Fällen nach – just wie Dürrenmatt, der damals unerledigte Texte aufgriff, Pannen-Inventur machte, seine Karriere für beendet hielt. Eine Parallelaktion von abgründigem Witz. Und ein Beleg für die Dürrenmatt-These, dass man in schwerer Zeit am besten Kunst da tut, wo niemand sie vermutet, etwa im Krimi. Ziel: Die Literatur muss so leicht sein, dass sie auf der Waage der heutigen Literaturkritik nichts mehr wiegt. Nur so wird sie wieder gewichtig.“

„Ein Buch wie ein Familienfest. Wie wir beim Familienfest nicht Überraschendes suchen, sondern Vertrautes, ist auch bei einem Kriminalroman, dessen Gestalten wir schon kennen und lieben, die Handlung mit ihren Wendungen und Überraschungen nicht das Entscheidende. Was in Erinnerung bleibt, sind die Gestalten und bestimmte Problem- und Konfliktkonstellationen: Wachtmeister Studer und die Angst in dichten sozialen Gefügen, Hercule Poirot und das Verbrechen im Salon, Maigret und die Heillosigkeit menschlicher Beziehungen.“

## Ausgaben
- 1995: Friedrich Dürrenmatt: Der Pensionierte. Diogenes Verlag; 200 S., Hardcover, ISBN 3257060637,
mit den Faksimile des Manuskripts und des Typoskripts.
- 1997: Friedrich Dürrenmatt: Der Pensionierte. Diogenes Verlag; 128 S., Taschenbuch, ISBN 325722981X,
mit einem möglichen Schluss von Urs Widmer.
- 1997: Friedrich Dürrenmatt, Bruno Ganz: Der Pensionierte. Solo Verlag; Hörkassette, ISBN 392907916X.
- 1997: Friedrich Dürrenmatt: Gedankenfuge / Der Pensionierte. Diogenes Verlag; 240 S., Taschenbuch, ISBN 325723077X,
mit Essays zusammengefasst zu einer Gedankenfuge.
- 2005: Friedrich Dürrenmatt, Bruno Ganz: Der Pensionierte. Solo Verlag; 2 CDs, Hörbuch, ISBN 3929079550.